# Eugenia speciosa
Eugenia speciosa är en myrtenväxtart som beskrevs av Jacques Cambessèdes. Eugenia speciosa ingår i släktet Eugenia och familjen myrtenväxter. Inga underarter finns listade i Catalogue of Life.